# Cầu Carrousel

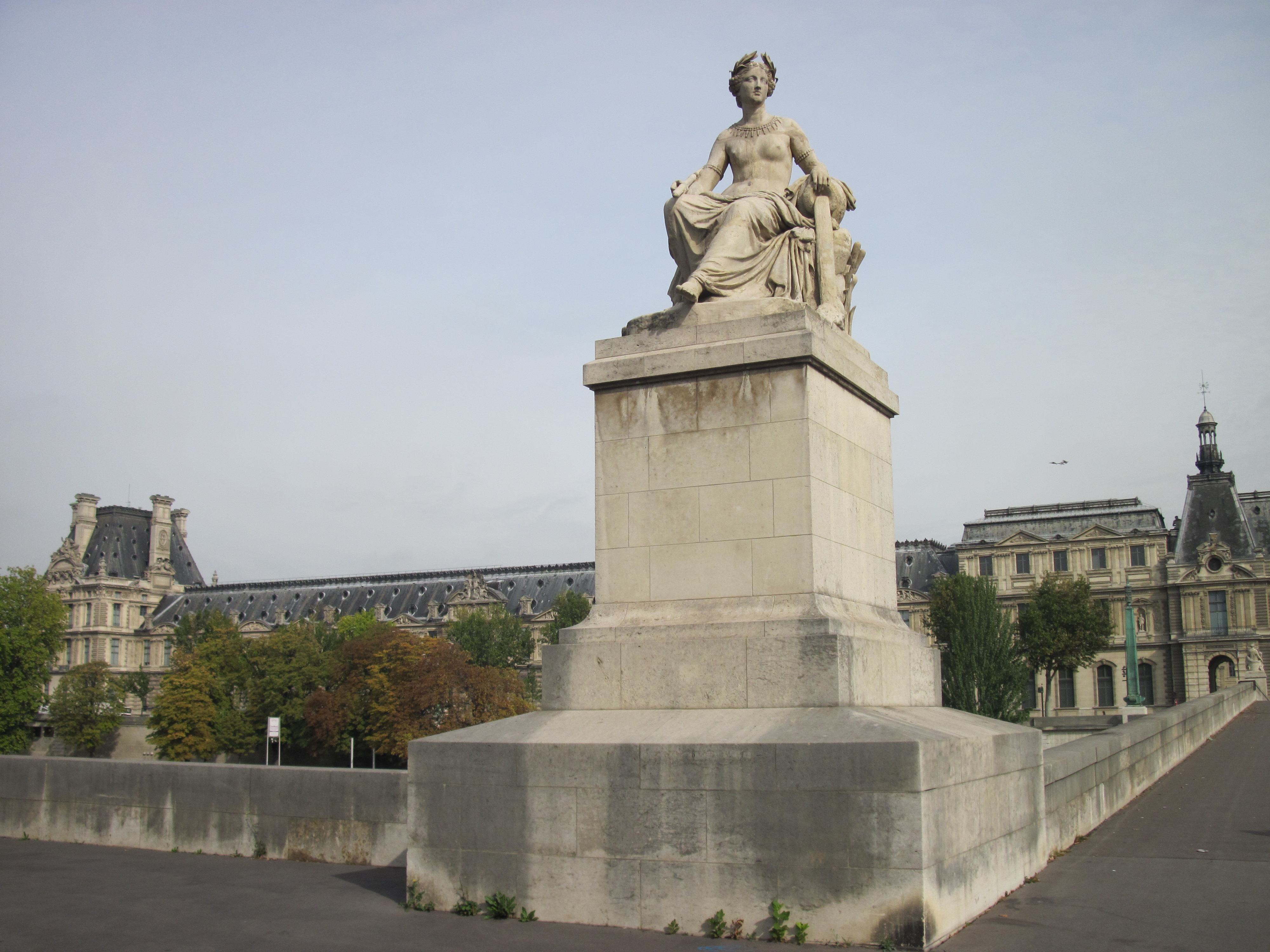
Seine Statue (Louis Petitot) on Pont du Carrousel

Cầu Carrousel (tạm dịch: cầu Đu Quay, tiếng Pháp: Pont du Carrousel) là một cây cầu bắc qua sông Seine thuộc Paris, Pháp. Cây cầu này nối liền kè Tuileries và kè Voltaire.
| Métro Paris | Bến tàu điện ngầm: Palais Royal - Musée du Louvre |

## Lịch sử
Giống như nhiều cây cầu khác ở Paris, cầu Carroussel đã được xây dựng và thay thế nhiều lần, dướ các tên khác nhau. Trong lần xây dựng đầu tiên năm 1831, do cây cầu có tác dụng kéo dài phố Saints-Pères (tên ban đầu là phố Saint-Pierre) nên nó được gọi là Cầu Saints-Pères (Pont des Saints-Pères). Tuy vậy, sau khi khánh thành năm 1834, vua Louis-Philippe I đã ra lệnh đặt tên nó là Cầu Carrousel (Pont du Carrousel). Sau đó nó còn một lần nữa được đổi tên thành Cầu Louvre (Pont du Louvre) do cây cầu này dẫn ra mặt trước của Cung điện Louvre ở bờ phải sông Seine.
Kiến trúc sư của cầu Carrousel đầu tiên là Antoine-Rémy Polonceau, ông đã sử dụng dạng cầu nhịp vòm thay cho dạng cầu treo khi đó đang phổ biến ở Paris. Polonceau còn tạo bước đột phá khi thiết kế một cấu trúc cầu phức tạp làm bằng gang và gỗ, điều này khiến ông gặp phải một số trỉ trích. Carrousel được trang trí bằng các vòng sắt và các bức tượng của Louis Petitot ở mỗi nhịp, các bức tượng này biểu tượng cho Sự thịnh vượng, Công nghiệp, sông Seine và Thành phố Paris, chúng vẫn còn được giữ lại đến ngày nay trên cây cầu mới.
Nửa thế kỉ sau khi khánh thành, cây cầu bắt đầu trở nên yếu ớt và được trùng tu lớn vào năm 1906, vật liệu gỗ được thay bằng sắt. Tuy vậy Carrousel quá hẹp, thấp và rung động nguy hiểm. Vì vậy vào năm 1930, người ta quyết định phá hủy hoàn toàn cây cầu cũ để xây dựng một cây cầu mới cao hơn, thuận tiện cho việc lưu thông đường thủy. Việc thiết kế được giao cho các kiến trúc sư Gaspard, G. Umbdenstock, Tourry và Henri Lang. Các ông này đã cố gắng giữ lại hình dáng của cây cầu đầu tiên tức là cầu vòm 3 nhịp tuy rằng vật liệu xây dựng cầu lần này là bê tông cốt thép. Cây cầu mới được hoàn thành năm 1939. Thiết kế chiếu sáng của cầu Carrousel được giao cho Raymond Subes hoàn thành năm 1946, công trình chiếu sáng này hiện nay đã không còn hoạt động.
Ngày 1 tháng 5 năm 1995, một người Maroc tên là Brahim Bouarram đã bị ném từ cầu xuống sông Seine, thủ phạm là một nhóm biểu tình thuộc đảng Mặt trận Quốc gia (Front National). Năm 2003, thị trưởng Paris Bertrand Delanoë, thay mặt nhân dân thành phố, đã đặt một tấm biển tưởng niệm tại đây để ghi nhớ Bouarram và các nạn nhân khác của chủ nghĩa phân biệt chủng tộc.

## Cây cầu trong nghệ thuật
- Họa sĩ theo chủ nghĩa ấn tượng mới Maximilien Luce vào năm 1890 đã vẽ một bức tranh sơn dầu có tên "Le Louvre et le pont du Carrousel. Effet de nuit" ("Điện Louvre và cầu Carrousel. Ấn tượng đêm").
- Georges Stein cũng có một bức tranh có tên "Paris - Le Pont du Carrousel" ("Paris - Cầu Carrousel").
- Họa sĩ người Mỹ Edward Hopper đã vẽ lại cây cầu trong tác phẩm "Pont du Carrousel and Gare d'Orléans" ("Cầu Carrousel và Ga Orleans").
- "Pont du Carrousel" là tên một bài thơ của nhà thơ người Đức Rainer Maria Rilke.

## Hình ảnh

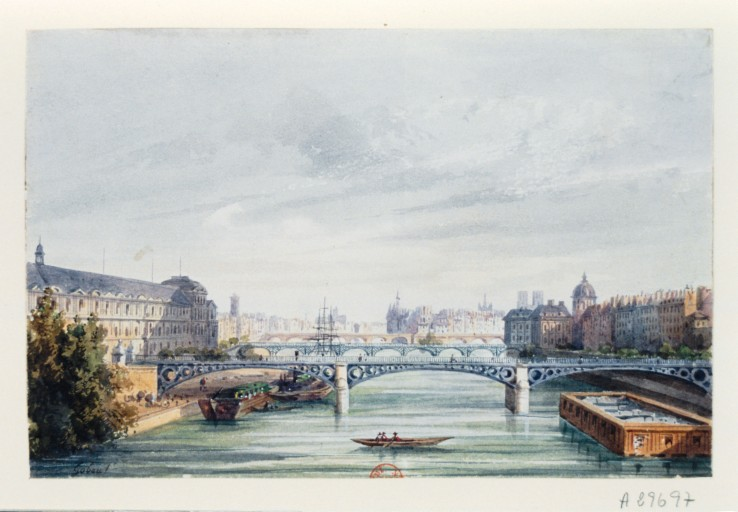
Cầu Saint-Pères
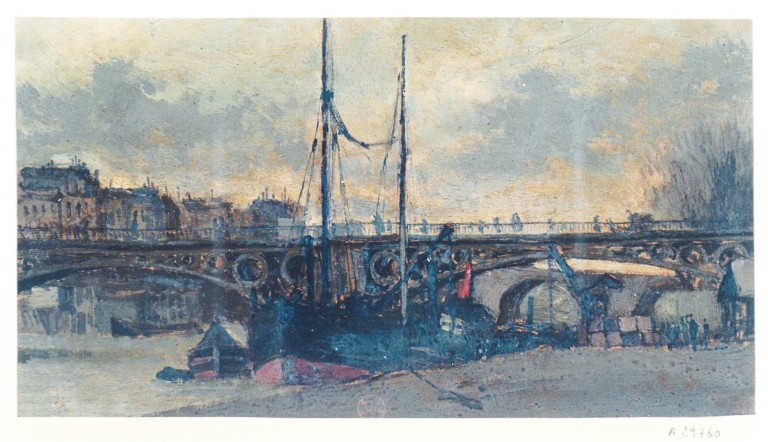
Cầu Saint-Pères